# Braniște
Braniște è un comune della Moldavia situato nel distretto di Rîșcani di 1.474 abitanti al censimento del 2004

## Località
Il comune è formato dall'insieme delle seguenti località (popolazione 2004):
- Braniște (503 abitanti)
- Avrămeni (512 abitanti)
- Reteni (258 abitanti)
- Reteni-Vasileuţi (201 abitanti)